# Tempestade subtropical dos Açores de 2005
A tempestade subtropical dos Açores de 2005 foi a 19ª tempestade com nome e a única tempestade subtropical da temporada de furacões no Atlântico, que bateu os recordes. Não foi oficialmente nomeado pelo Centro Nacional de Furações, pois foi classificado operacionalmente como uma baixa não tropical. A tempestade desenvolveu-se no leste do Oceano Atlântico a partir de uma área de baixa pressão que ganhou características subtropicais em 4 de outubro. A tempestade durou pouco, atravessando os Açores no final de 4 de outubro antes de se tornar extratropical novamente em 5 de outubro. Nenhum dano ou morte foi relatado durante esse tempo. Depois de ser absorvido por uma frente fria, o sistema passou a se tornar o Furacão Vince, que afetou a Península Ibérica .
Meses após a temporada de furacões, quando o Centro Nacional de Furacões estava realizando a sua revisão anual da temporada e as suas tempestades nomeadas, os meteorologistas Jack Beven e Eric Blake identificaram esta tempestade subtropical previamente despercebida. Apesar da sua localização incomum e amplo campo de vento, o sistema tinha um centro bem definido convocando em torno de um núcleo quente, a marca registada de uma tempestade subtropical.

## História meteorológica
O sistema originou-se de uma baixa de nível superior a oeste das Ilhas Canárias em 28 de setembro. A baixa se organizou nos dias seguintes, produzindo várias explosões de convecção. Embora permanecendo não tropical com um núcleo frio, mudou-se gradualmente de oeste para noroeste. Em 3 de outubro, tornou-se uma ampla superfície baixa de cerca de 400 milhas náuticas (460 mi, 740 km) a sudoeste da Ilha de São Miguel nos Açores. No início de 4 de outubro, a convecção aumentou à medida que a superfície se organizou e o sistema tornou-se uma depressão subtropical.
Por volta da mesma época, a depressão transformou o nordeste em um setor quente à frente de uma frente fria que se aproximava e se fortaleceu em uma tempestade subtropical. O sistema continuou a seguir o nordeste e se fortaleceu ligeiramente, atingindo a sua intensidade de pico de 85 km/h ao se aproximar dos Açores naquela noite. Após seguir os Açores, a tempestade enfraqueceu ligeiramente à medida que avançava para norte-nordeste. Por meio de uma interação com a frente fria no início de 5 de outubro a tempestade subtropical tornou-se extra-tropical. O sistema foi totalmente absorvido pela frente naquele dia. O sistema recém-absorvido se separaria do sistema frontal em dissolução e se tornaria a tempestade subtropical Vince em 8 de outubro.
Na época, não se acreditava que o sistema fosse subtropical. No entanto, houve várias descobertas pós-temporada que confirmaram que o sistema era de fato uma tempestade subtropical. O primeiro era o padrão de nuvens, em que havia convecção profunda em torno do centro e era mais bem organizado com um centro de circulação bem definido. Além disso, o sistema tinha um núcleo quente mais típico dos ciclones tropicais em oposição ao núcleo frio dos ciclones extra-tropicais. A natureza de núcleo quente também significava que não havia frentes quentes ou frias anexadas ao sistema, uma vez que as temperaturas não mudaram à frente e atrás do sistema até que a frente fria não relacionada passou os Açores. Imagens de satélite sugeriram que o sistema foi brevemente uma tempestade tropical quando o núcleo quente foi encontrado; no entanto, o amplo campo de vento e a presença de um vale em níveis superiores confirmaram que era apenas subtropical.

## Impacto, classificação e registos
Ventos com força de tempestade tropical foram relatados em partes dos Açores, principalmente nas ilhas orientais. Os ventos mais fortes foram relatados na Ilha de Santa Maria, onde ventos sustentados de 10 minutos alcançaram 79 km/h com rajadas de 94 km/h. Ponta Delgada enfrentou vento de 61 km/h, com rajadas de pico registadas de 85 km/h. Nenhum dano ou fatalidades foram relatados.
A tempestade não foi classificada como uma tempestade subtropical até 10 de abri de 2006, após uma reavaliação pelo National Hurricane Center. Todos os anos, o NHC reanalisa os sistemas da temporada passada de furacões e revisa o histórico de tempestades com frequência se houver novos dados que não estavam operacionalmente disponíveis. Quando a tempestade se intensificou em uma tempestade subtropical em 4 de outubro, foi a primeira a se formar a 19ª tempestade tropical ou subtropical da estação. O recorde anterior foi detido por uma tempestade sem nome na temporada de furacões no oceano Atlântico de 1933, que se formou em 25 de outubro de 1933.  Também foi apenas a quarta vez que 19 tempestades formadas em uma temporada de furacões no Atlântico.